# 細谷枝里佳
細谷　枝里佳（ほそや えりか、1996年1月7日 - ）は、長野県岡谷市出身の女優。昭和音楽大学ミュージカルコース卒業。ヴィヴィアン所属。

## 略歴
個人で役者として活躍するほか、映像クリエイティブチーム「笑うポーカーフェイス」のメイン俳優としても活躍中。

## 出演

### 舞台
- 2015年8月 DIRT1600「MONSTER LAND」女子高生 役
- 2016年1月 DIRT1600「GOLD☆RUSH」亜紀 役
- 2017年8月 DIRT1600「NEW EROTICA7」月野アカリ 役
- 2017年12月 昭和音楽大学卒業公演「オズの魔法使い」グリンダ/エムおばさん 役
- 2018年5月 #Blahblahblah「Plug」水原理沙 役
- 2018年8月 ピュアマリー劇団 ミュージカル「青い鳥」東京公演 ミチル 役
- 2018年9月 DIRT1600「Thank You!」吉田佐和 役
- 2018年11〜12月 ピュアマリー劇団 ミュージカル「青い鳥」長野公演 ミチル 役
- 2019年1月 DIRT1600「LUCKY PUNCH!」 咲 役
- 2019年3月 矢崎純也プロデュース「トゥエンティ」ミナミ 役
- 2019年3月 #Blahblahblah「鱗音」姫路沙羅 役（ヒロイン）
- 2019年5月 LIBERAL×#Blahblahblah「色葉」枝垂 役
- 2019年8月 DIRT1600「GOLD☆RUSH」礼子 役
- 2019年9月 LIBERAL「ランドリールーム」岐阜凱旋公演 朱里役
- 2019年10月 劇団龍門「ゼロイチ」斉藤笑子　役
- 2019年11月 演劇ユニット　トラブルメイカー「十二人」斎藤　役
- 2020年3月 #Blahblahblah 008 「バックヤード」 権野　凛　役
- 2021年4月　SFIDA ENTERTAINMENT＆STELLA WORKS共同プロデュース公演vol.1「未来の君へ」竹島　役
- 2022年1月　激団リジョロ×May合同公演「タンデム・ボーダー・バード」スヤン　役

### 映画
- 2019年
  - ショートムービー「宅飲みで知った先輩の秘密」監督：渡邊広樹 やお80映画祭2019（大阪府八尾市）フリー部門 グランプリ受賞
  - ショートムービー「宅飲みで知った友人の秘密（英題:Secret）」監督：渡邊広樹 第九次 米子映画事変 「3分映画宴」準グランプリ受賞
  - 「大切な人のために」 監督：渡邊広樹
- 2020年
  - ショートムービー「火葬」 監督：内田佑季 主演：瀧本市子 役

### ウェブドラマ
- 転生バトルロワイアル（2022年12月28日、BUMP） - トモエの姉 役[1]

### 広告
- 2019年8月 ポリゴンマジック ブランディングムービー就活編 主演：夏帆役　監督：渡邊広樹
- 2019年12月 明治安田生命保険 企業CM
- 2020年2月 富士通マーケティング「渾身のエール篇」CM
- 2020年9月 Rサポート　リモートワーク商材webムービー
- 2021年6月 Honda FIT20周年　タイムスリップドライブ
- 2021年7月 コニカミノルタwebCM「マゴノテ」
- 2021年10月 東京都新型コロナ感染防止CM
- 2022年2月 バイトル　TV-CM

### その他
- 2020年4月 東京書籍 高校化学問題集 QRコード付録動画（2020年度版より）MV出演、歌唱
- 2022年4月 東京書籍 高校化学基礎教科書
- 2022年3月 全国自動車教習所「悪条件下での運転」教習映像